# Tanganyika (Kongo)

Tanganyikas läge i Kongo-Kinshasa.

Tanganyika är en provins i Kongo-Kinshasa, som bildades ur den tidigare provinsen Katanga enligt planer i den nya konstitutionen 2006, genomförda 2015. Huvudstad är Kalemie och officiellt språk swahili. Provinsen har omkring 2,5 miljoner invånare. Provinsen har fått namn efter Tanganyikasjön, som den gränsar till i öster.